# Cymbidium roseum
Cymbidium roseum är en orkidéart som beskrevs av Johannes Jacobus Smith. Cymbidium roseum ingår i släktet Cymbidium, och familjen orkidéer. Inga underarter finns listade i Catalogue of Life.